# Національний археологічний музей (Тирана)
Національний археологічний музей ( алб. Muzeu Arkeologjik Kombëtar) — національний археологічний музей у Тирані, Албанія, відкритий 1 листопада 1948 року 

## Історія музею
Це перший музей, заснований після Другої світової війни в країні. Він розташований неподалік від площі Матері Терези біля Університету Тирани. Він був відкритий у 1948 році. Сьогодні у ньому знаходяться дослідження археологів  у Албанії.ґЦе філія  Інституту археології Академії наук Албанії. Тут зберігаються експонати від доісторичних і класичних часів до середньовіччя та сучасності. Знаходиться  2000 експонатів, від стародавніх прикрас до римських статуй та величезних глиняних горщиків, які були знайдені під час археологічних екскурсій.

## Складові музею
Загальна площа музею – 27 тис. кв. м, під експозицію відведено 18 тис. кв. м. У приміщенні музею наявні понад 4750 об’єктів, починаючи з артефактів, датованих декількома століттями до н.е., і до предметів другої половини ХХ століття. Всього тут вісім павільйонів. У залі старожитностей є об’єкти первісної культури, їх датування починається з пізнього палеоліту. Також знаходяться об’єкти епохи бронзи (2100-1200 до н.е.) і залізної доби (1200-450 до н.е.), що відносяться до періоду проживання на цій території людей племені Ілір. З VII століття до н.е. по береговій лінії Іонічного моря і Адріатики розташовувалася колонія Елен, про це свідчать знайдені судини з кераміки і мечі. Культура була незалежною від ранніх колоністів, це підтверджують оригінальні зразки зброї з орнаментами. До складу музею також входить бібліотека, яка нараховує близько 7200 томів. 
2000 експонатів музею належать до епох, починаючи з кам'яної доби від 100 000 до 2000 до н.е. до здобуття незалежності в 1912 р.

## Галерея

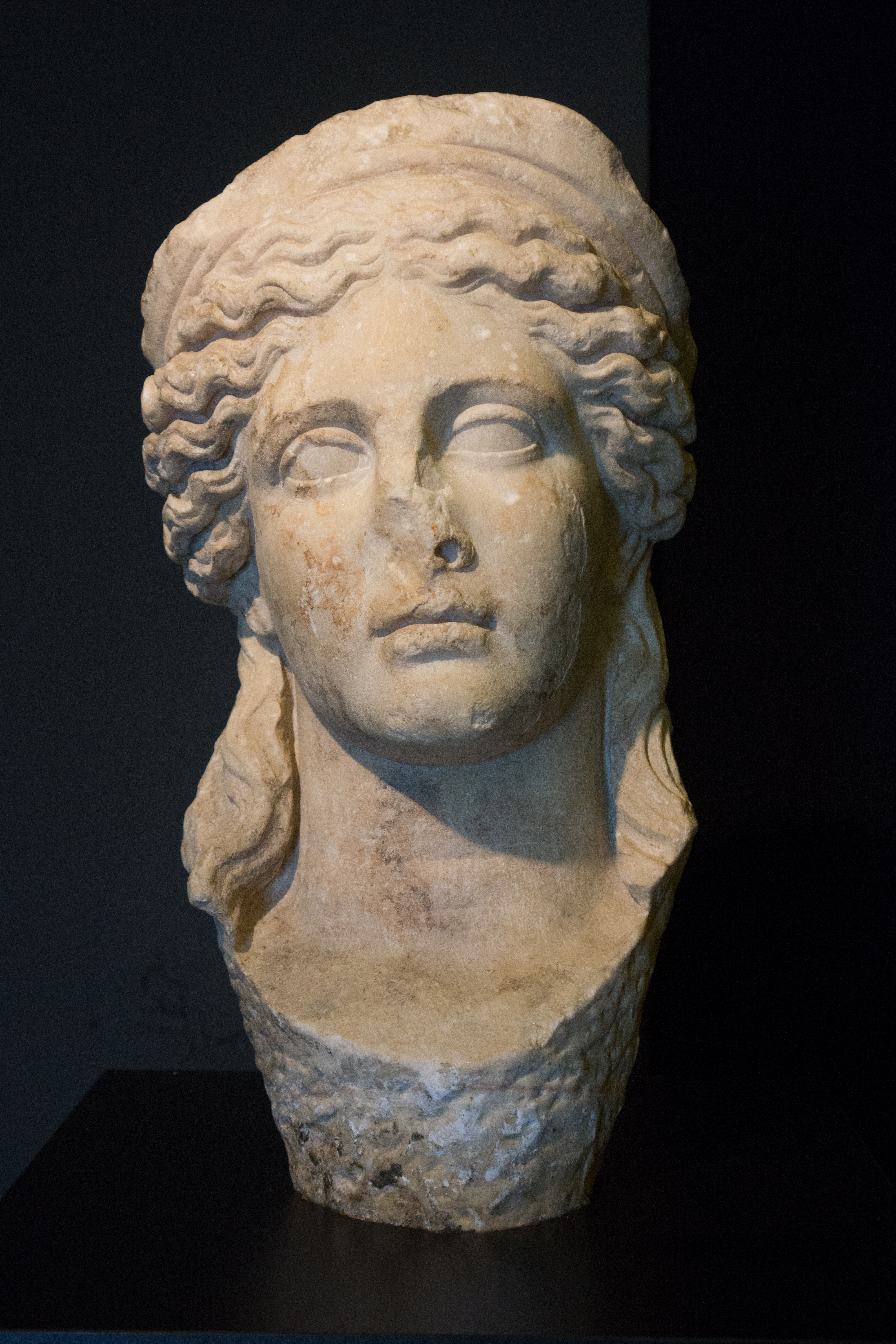
Голова Гери (II ст.)
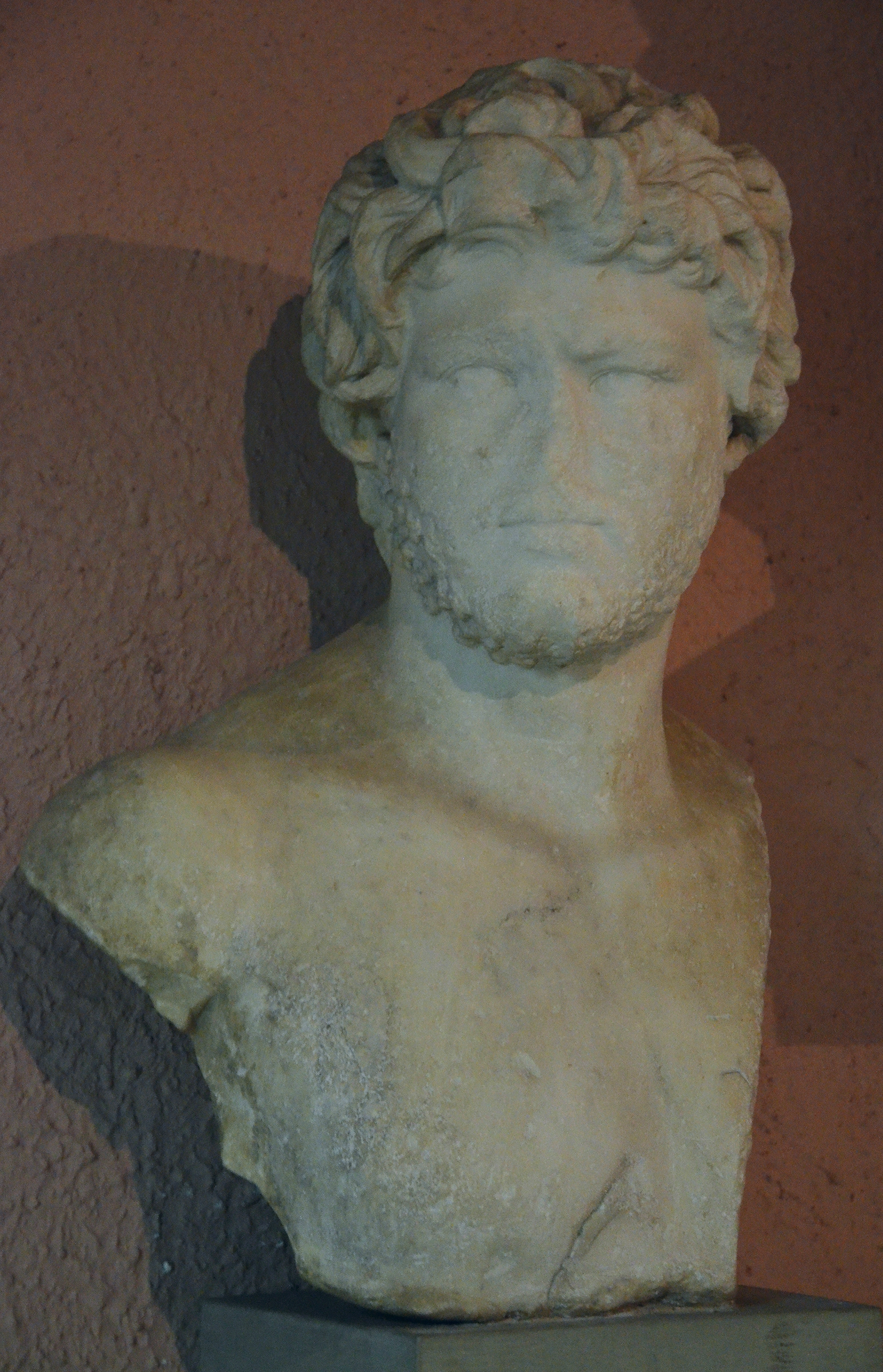
Бюст Каракалли
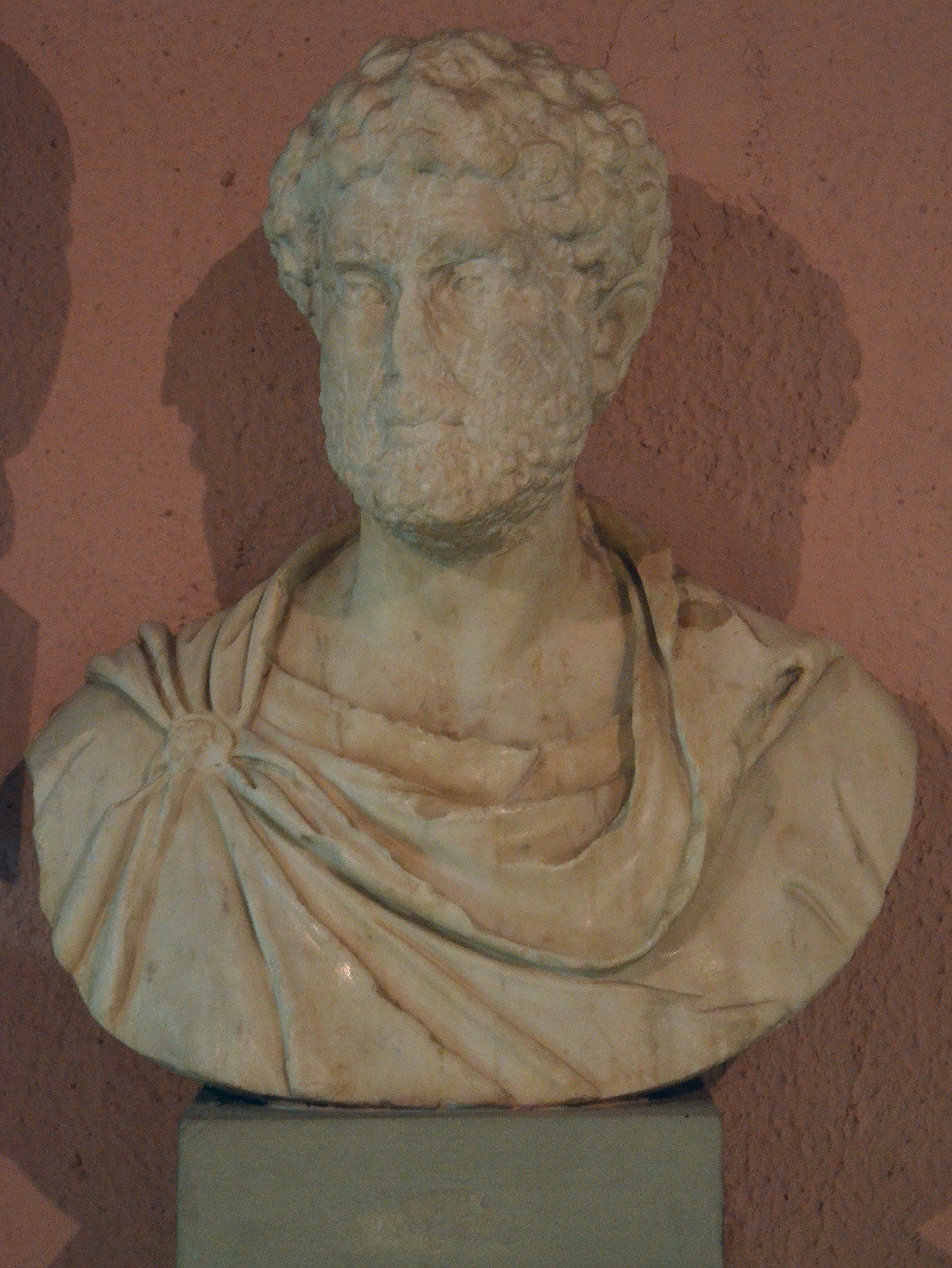
Бюст Марка Аврелія
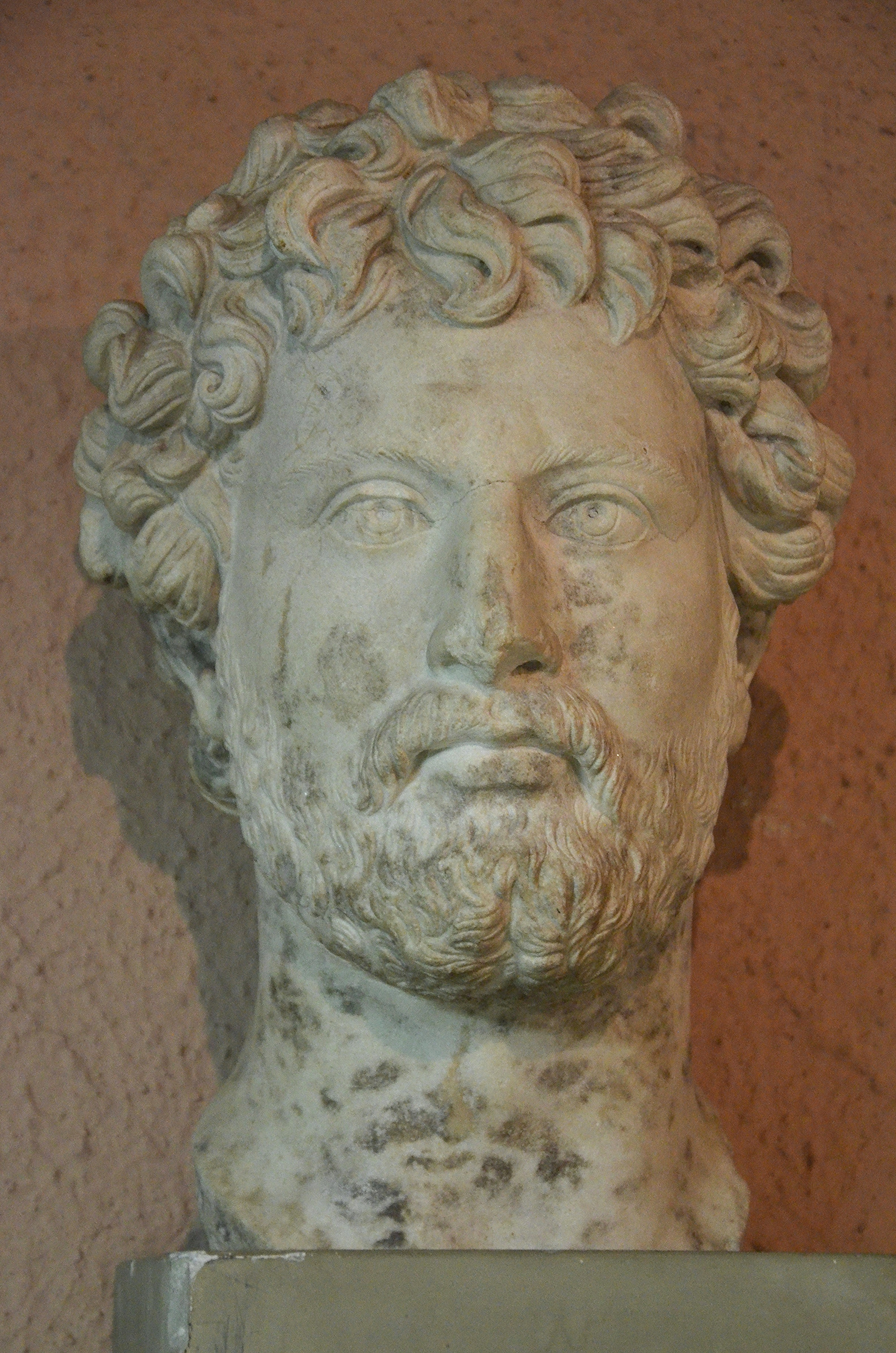
Голова Адріана
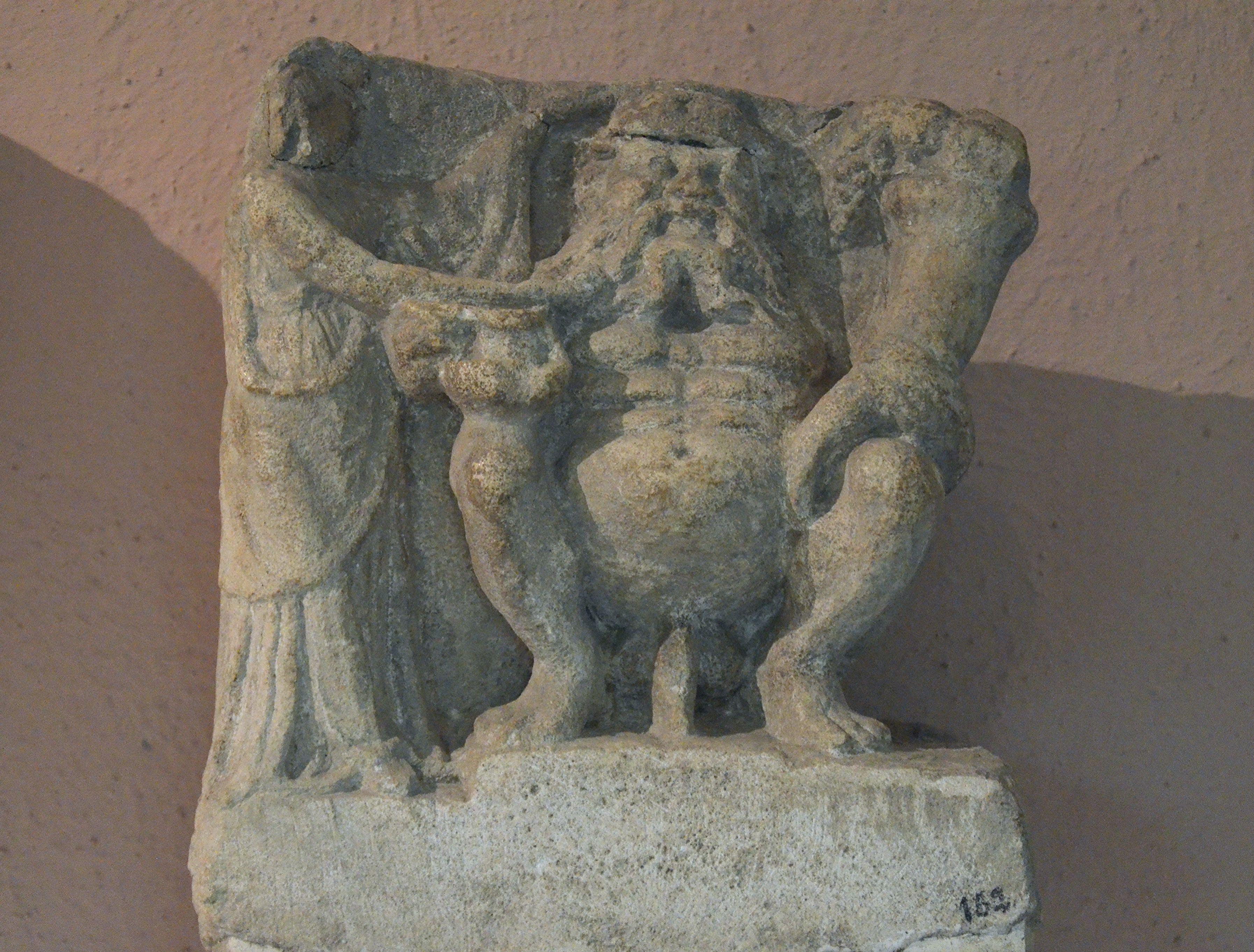
Бог родючості (III ст.)
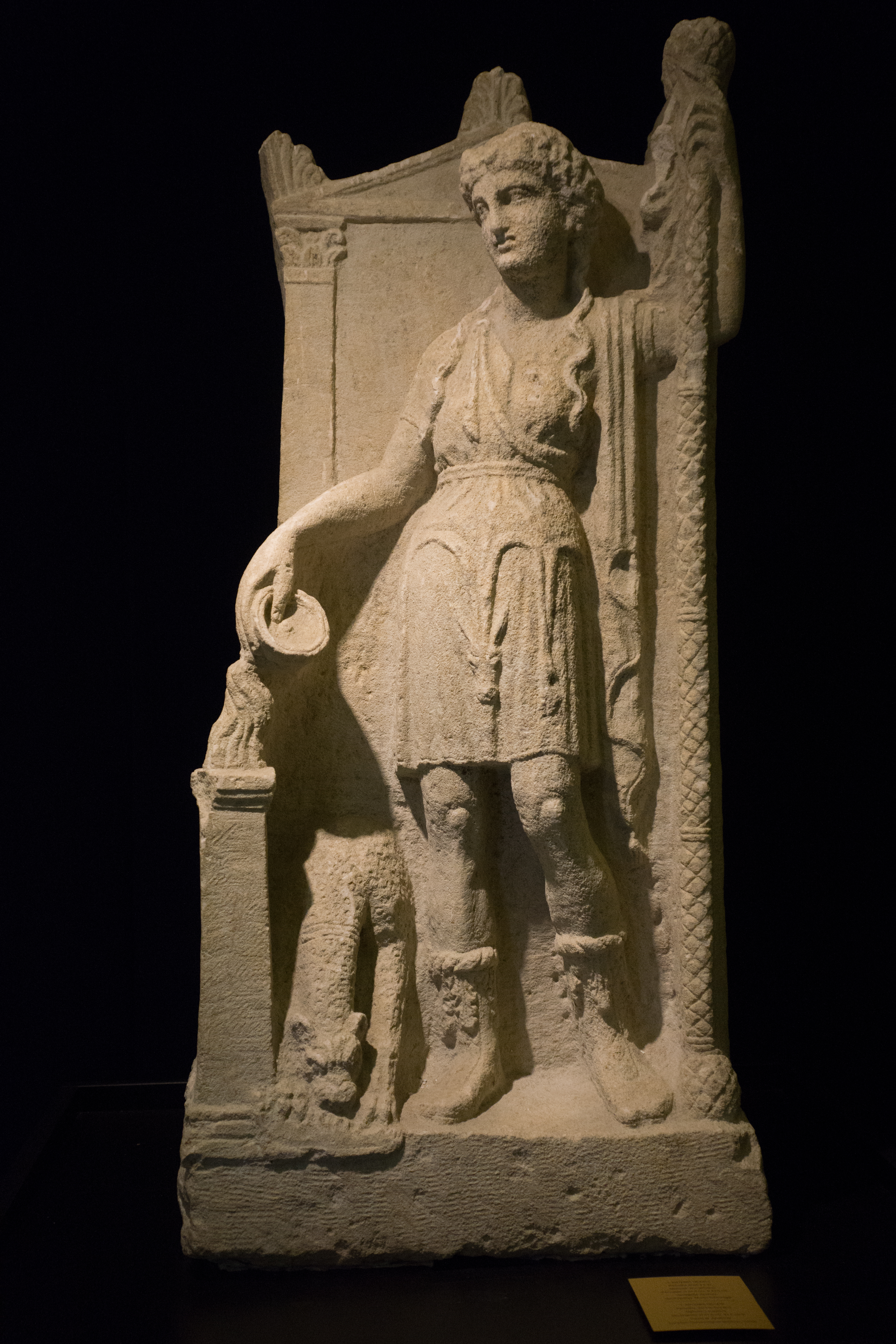
Артеміда Геката (III століття)